# ثيوم أغبر

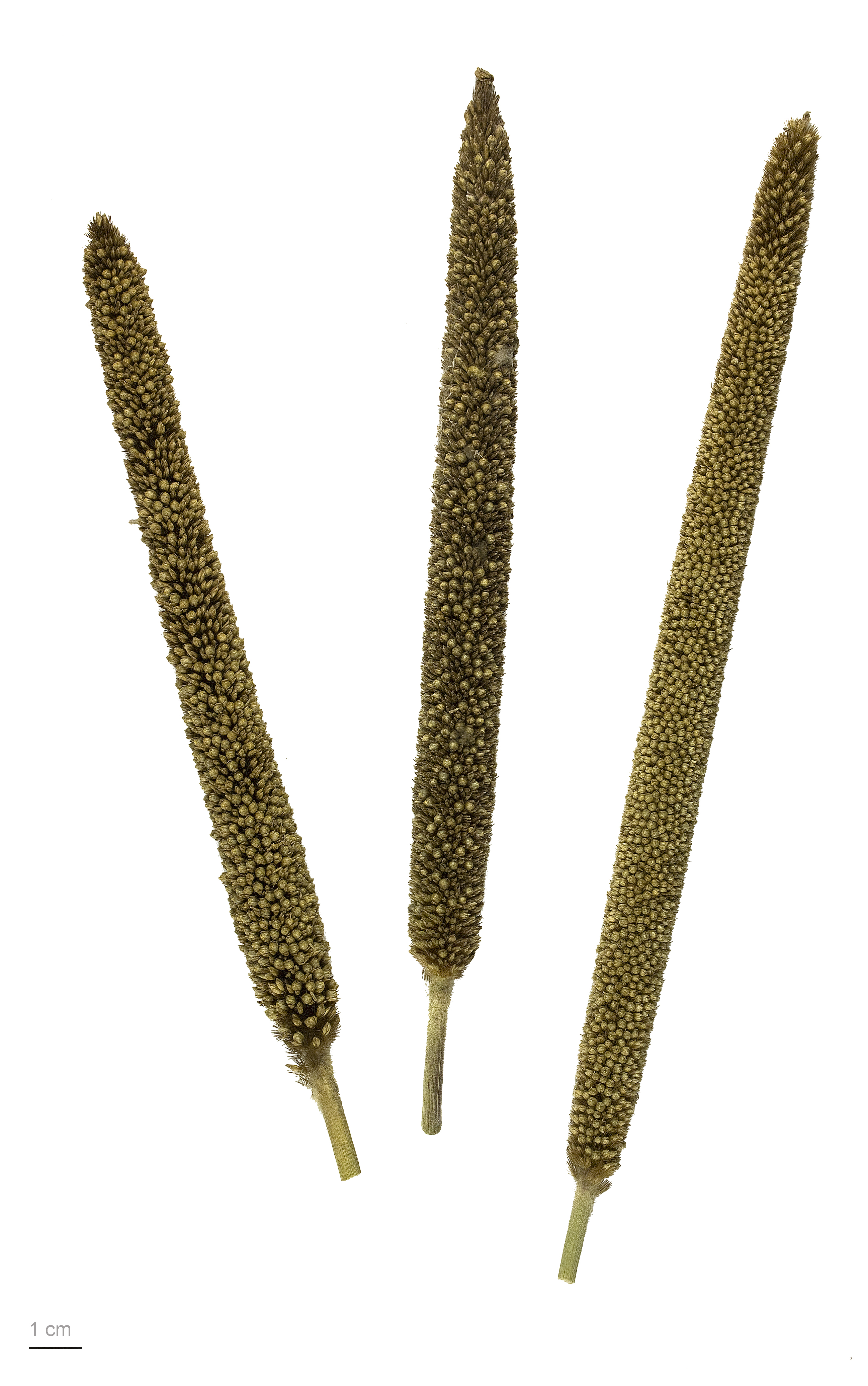
ثيوم أغبر

الثيوم الأغبر أو الدخن أوالدرع (في تونس) (بالإنجليزية: Pearl millet)‏ ويسمى أحياناً الدخن اللؤلؤي نوع نباتي عشبي ينتمي لجنس الثيوم من الفصيلة النجيلية. موطنه الأصلي أفريقيا ومنها انتقل إلى شبه القارة الهندية. يزرع أيضاً في البرازيل.

## التأقلم
يتحمل الجفاف والحرارة العالية والملوحة والحموضة. يستعمل كمحصول علفي وكمحصول حبوب في الهند وبعض مناطق أفريقيا مثل النيجر ومالي.

## الوصف النباتي
النبات حولي ينتج سنبلة تشبه ذيل القط، ولهذا يسمى أحياناً بثيوم ذيل القط.

### المجموع الجذري
توجد ثلاثة أنواع من الجذور لنبات الدخن وهي:- (1) المجموع الجذري الجنيني وهو جذر جنيني واحد. (2) المجموع الجذري العرضي ويتكون من جذور ليفية تنمو من العقد السفلي للساق. (3) المجموع الجذري الدعامي وينمو من العقد السفلي للساق والأشطاء فوق سطح الأرض.

### المجموع الخضري
الساق قائمة مصمطة، يتراوح طولها من 0.5-4متر، وتحتوي على نخاع وقطر الساق يبلغ حوالي بوصة واحدة. كما أن الساق رفيعة وأحيانا تكون سميكة. ويتميز نبات الثيوم الأغبر بقدرته على إنتاج الأشطاء. وتنتهي السوق والأشطاء بنورات.
تترتب الأوراق على الساق والأفرع في صفين رأسيين. والورقة لها غمد طويل مفتوح عند القمة، ويحيط بالساق من الأسفل. والنصل رمحي الشكل طوله 30-100سم حافته مسننة قصيرة التسنن كالمنشار، والعرق الوسطي للنصل جيد التكوين وذلك يمنع الورقة من التدلي.
النورة سنبلة طولها 15-140 سم، وقطرها 0.5-4.25 سم. النورة صفراء مخضرة أسطوانية مسحوبة عند الطرف. كما أن المحور الرئيسي للنورة أسطواني عادة ويبلغ قطره 8 مم. وتوجد السنيبلات في مجاميع علي المحور الرئيسي. والأفرع الحاملة للسنيبلات رفيعة جداً، وتحمل السنيبلات عادة في أزواج، وتحتوي السنيبلة على زهرتين؛ السفلى مذكرة وتتكون من عصافة مستطيلة وثلاث أسدية وقد تكون عقيمة، وزهرة عليا خصبة تتكون من عصافة جلدية عريضة مدببة وأتب بيضي رفيع وثلاث أسدية ومبيض يتميز بقلمين متصلين عند القاعدة.
الثمار صغيرة مختلف الشكل والحجم واللون ،طولها حوالي 4 سم. قد يكون لونها أبيض مصفر أو أزرق خفيف ، ويبلغ طول الجنين نحو نصف طول الحبة، والسرة معلمة بنقطة سوداء. وتتميز حبوب الدخن بعدم احتضان العصافة والأتب لها؛ لذا فمن الممكن فصلها بسهولة.

## معرض صور

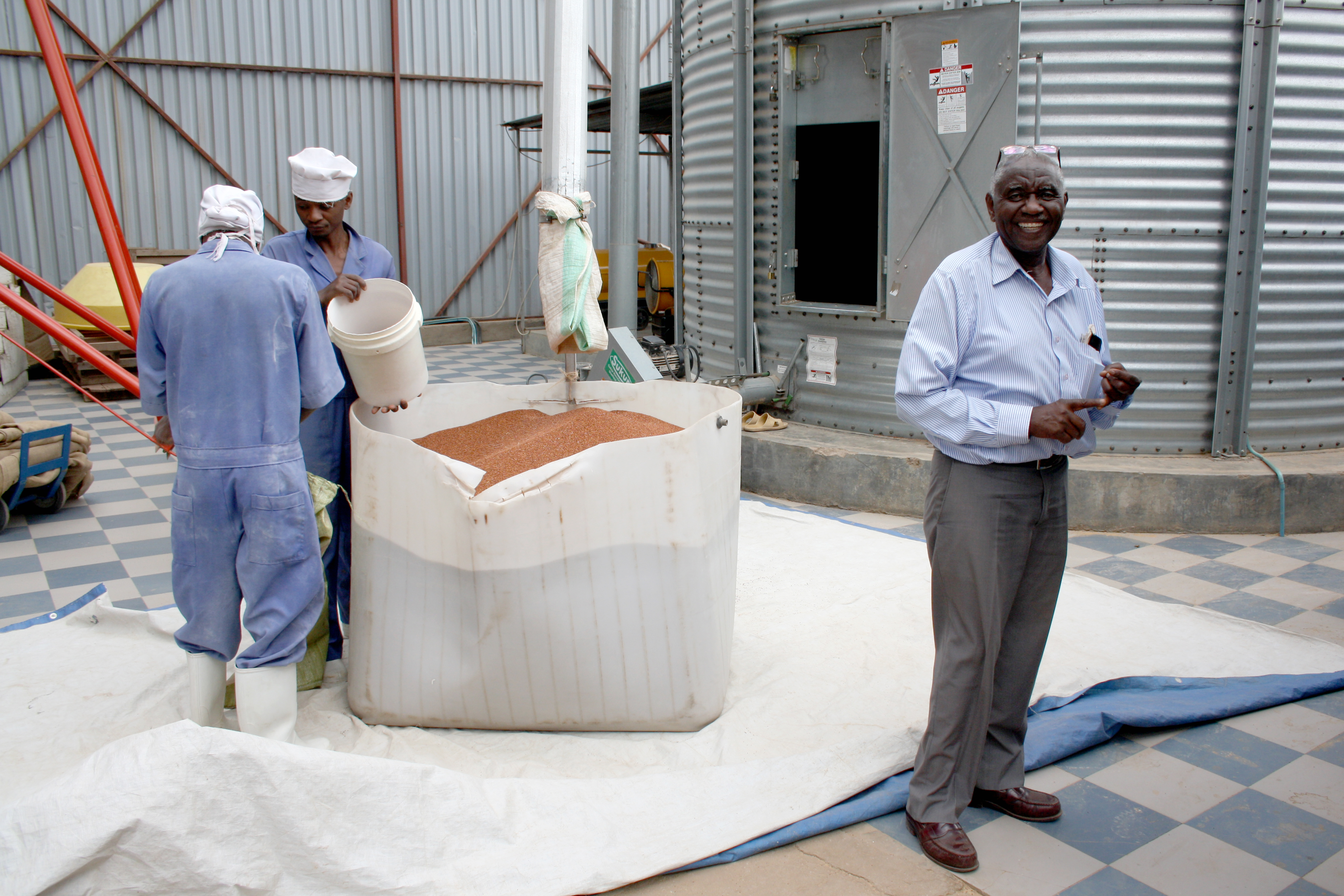
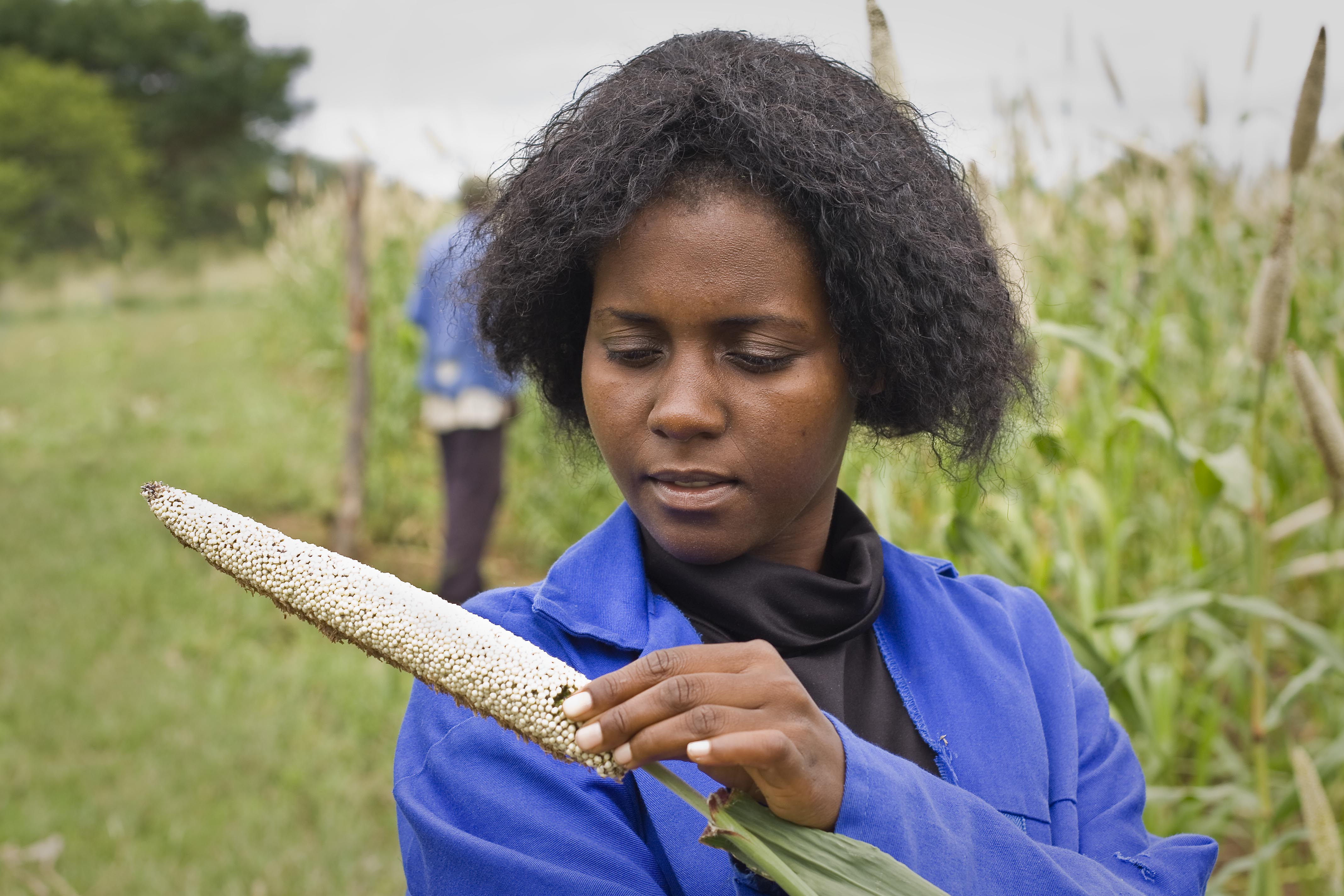
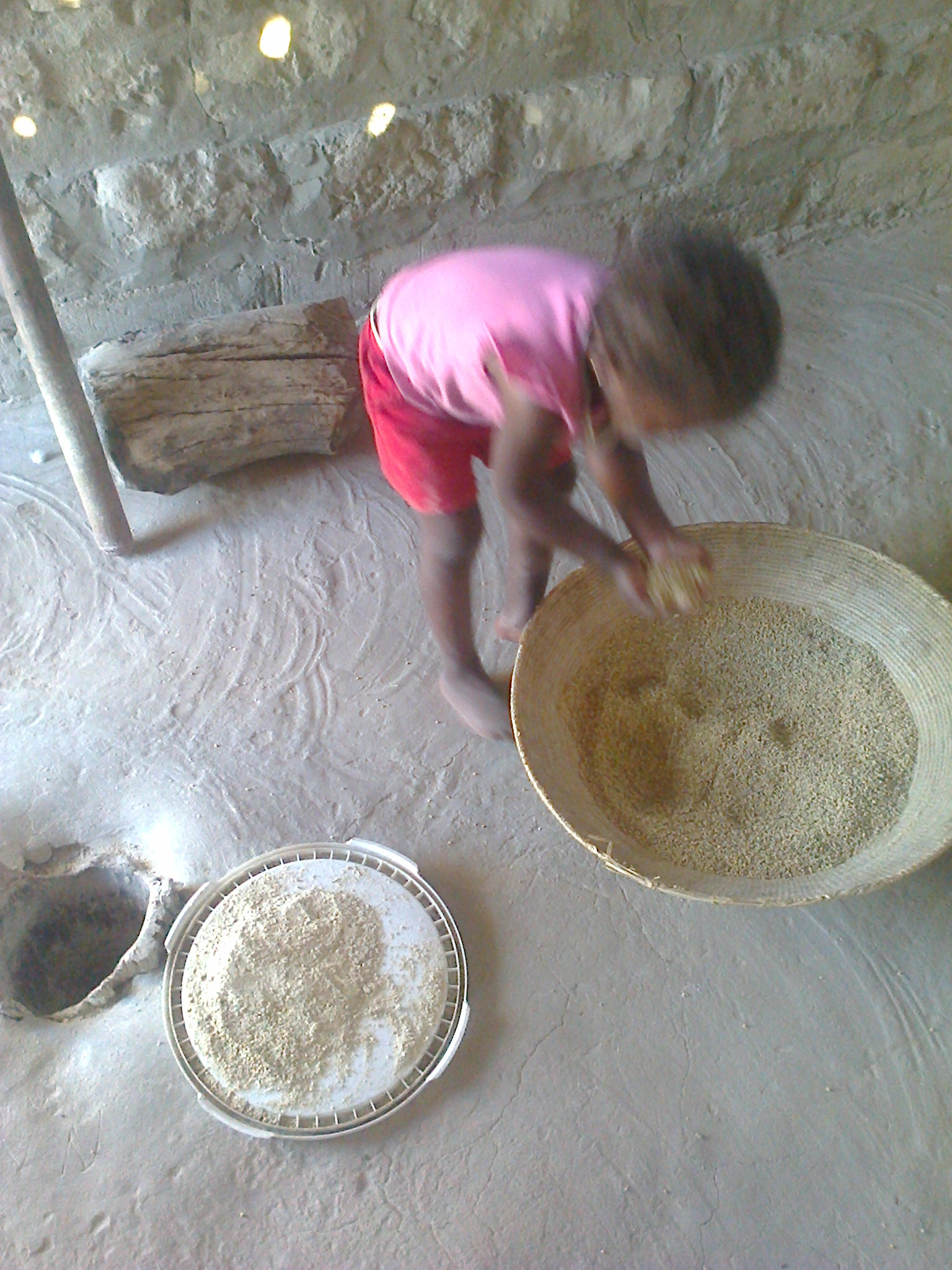
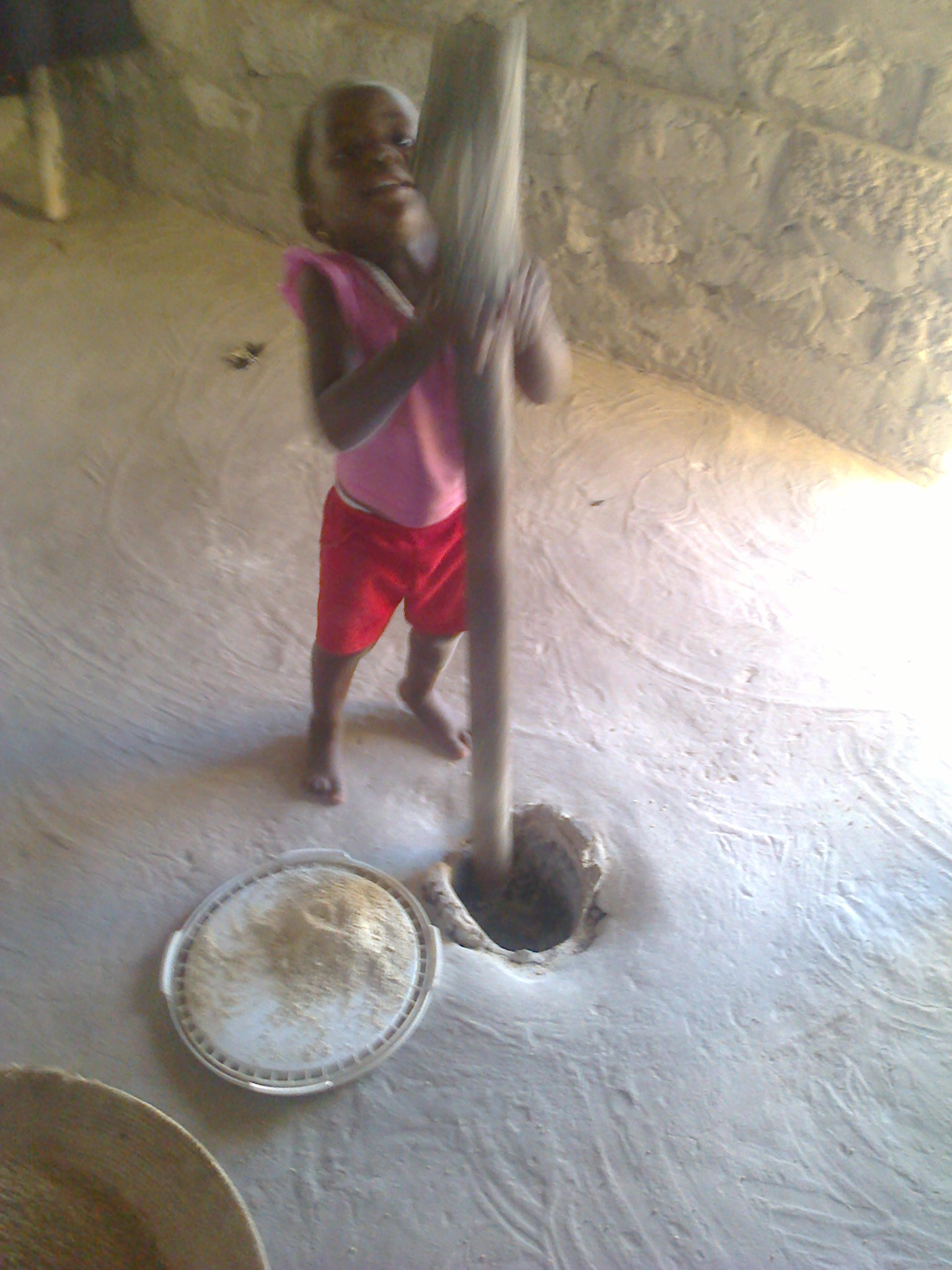